# Nyctia
Nyctia is een vliegengeslacht uit de familie van de dambordvliegen (Sarcophagidae).

## Soorten
- N. halterata (Panzer, 1798)
- N. lugubris (Macquart, 1843)